# Westport (Irland)
Westport (Irland) (Irsk: Cathair na Mart) er en irsk by i County Mayo i provinsen Connacht, i den vestlige del af Republikken Irland med en befolkning (inkl. opland) på 5.475 indb i 2006 (5.634 i 2002) 